# Katolická univerzita Eichstätt-Ingolstadt
Katolická univerzita Eichstätt-Ingolstadt (německy Katholische Universität Eichstätt-Ingolstadt) je vysoká škola univerzitního typu v Eichstättu a Ingolstadtu. Jde o jedinou katolickou univerzitu v německy mluvících zemích.[zdroj?]

## Geografie
Univerzita se nachází ve dvou městech, a to ve městech Eichstätt a Ingolstadt, která obě leží ve Svobodném státě Bavorsko, což je největší spolková země ve Spolkové republice Německo. Eichstätt je znám tím, že se jedná o nejmenší univerzitní město v Evropě.

## Historie
V roce 1924 vznikla ve městě Eichstätt Biskupská filozoficko-teologická vysoká škola a v roce 1958 zde biskup založil Pedagogickou vysokou školu. Obě tyto vysoké školy se v roce 1980 sloučily a byla vytvořena Katolická univerzita Eichstätt. V roce 2001 byl název univerzity doplněn o jméno města Ingolstadt. Také Ingolstadt má svoji dlouholetou tradici. V roce 1472 tu byla s povolením papeže vytvořena Univerzita Ingolstadt jako vůbec první univerzita v Bavorsku.

## Fakulty
Univerzita se může pyšnit osmi fakultami.
- Teologická fakulta
- Filozoficko-pedagogická fakulta
- Jazykově-literárněvědná fakulta
- Historicko-společenskovědná fakulta
- Matematicko-geografická fakulta
- Ekonomická fakulta
- Fakulta pro náboženskou pedagogiku a církevní vzdělávání
- Fakulta pro sociální práce

## Partnerské univerzity
- Univerzita Hradec Králové
- Katolická univerzita Ružomberok
- Univerzita Cyrila a Metoděje v Trnavě
- Západočeská univerzita v Plzni
- Univerzita Wroclaw, Polsko
- Katolická univerzita Jana Pavla II., Polsko
- Malmö University, Švédsko
- Université de Fribourg, Švýcarsko
- Universidad de Alcalá, Španělsko
- Istanbul Bilgi University, Turecko
- University of Cyprus, Kypr
- University of Oulu, Finsko
- Abo Akademi Turku, Finsko
- Université de Bretagne, Francie
- Université Catholique de Lille, Francie
- University of Coimbra, Portugalsko

## Výuka českého jazyka
Na Katolické univerzitě Eichstätt-Ingolstadt se každý semestr konají kurzy českého jazyka pro cizince, jak pro začátečníky, tak pro pokročilé studenty. Výuku vedou rodilí mluvčí, konkrétně jsou to lektoři a učitelé zaměstnaní na Univerzitě Hradec Králové.

## Služby pro studenty
Přímo v univerzitním kampuse je studentům k dispozici školní menza, knihovna, počítačové studovny a posilovna. Univerzita je také velmi dobře připravena na výuku zahraničních studentů. Lze zde navštěvovat předměty vyučované v anglickém jazyce nebo se zúčastnit kurzů německého jazyka pro cizince. Kurzy němčiny jsou rozlišovány podle jazykové úrovně a jsou tím pádem vhodné, jak pro úplné začátečníky, tak pro zkušené uživatele německého jazyka.
Univerzita podporuje tzv. Buddy systém. Každý zahraniční student dostane svého tutora, který mu v průběhu pobytu pomůže s administrativou a začleněním se mezi místní studenty. Dále mají studenti možnost využít služeb AK International, což je organizace studentů, kteří se snaží zlepšit studentský život přijíždějících studentů. Pořádají exkurze do okolních měst, večírky a festivaly.

## Koleje
Studenti mají v době svého studia možnost ubytovat se na kolejích:
- Koleje Maria Ward
- Koleje Edith Stein
- Koleje Kardinal-Schröffer-Haus
- Koleje St. Michael
- Koleje St. Stilla

## Studentský bar
Součástí univerzity je i studentský bar s názvem Theke. Název se dá jednoduše přeložit jako bar. Toto místo provozuje katolická církev, je primárně určen studentům a v prvním patře budovy je umístěna kaple. Z tohoto důvodu nelze v baru zakoupit tvrdý alkohol, ale pouze nízkoalkoholické nápoje.